# Pusiola
Pusiola is een geslacht van vlinders uit de familie spinneruilen (Erebidae), onderfamilie beervlinders (Arctiinae). De wetenschappelijke naam van dit geslacht is voor het eerst geldig gepubliceerd in 1863 door Hans Daniel Johann Wallengren.
Als representatieve soorten vermeldde Wallengren Lithosia flavicosta en Lithosia cinerella.
Deze vlinders komen voor in Afrika ten zuiden van de Sahara.

## Soorten
- P. ampla (Debauche, 1942)
- P. asperatella Walker, 1864
- P. aureola Birket-Smith, 1965
- P. celida (Bethune-Baker, 1911)
- P. cinerella (Wallengren, 1860)
- P. curta (Rothschild, 1912)
- P. chota (Swinhoe, 1885)
- P. derelicta (Debauche, 1942)
- P. edwardsi (Kiriakoff, 1958)
- P. elongata (Aurivillius, 1910)
- P. fageli (Kiriakoff, 1954)
- P. flavicosta (Wallengren, 1860)
- P. hemiphaea (Hampson, 1909)
- P. holoxantha (Hampson, 1918)
- P. interstiteola Hampson, 1914
- P. isabellina (Kiriakoff, 1954)
- P. leiodes (Kiriakoff, 1954)
- P. melemona (Kiriakoff, 1963)
- P. minutissima (Kiriakoff, 1958)
- P. monotonia (Strand, 1912)
- P. nana Walker, 1854
- P. nyassana (Strand, 1912)
- P. occidentalis (Strand, 1912)

- P. ochreata (Hampson, 1901)
- P. poliosia (Kiriakoff, 1958)
- P. roscidella (Kiriakoff, 1954)
- P. sordida Felder, 1874
- P. sordidula (Kiriakoff, 1954)
- P. sorghicolor (Kiriakoff, 1954)
- P. squamosa (Bethune-Baker, 1911)
- P. straminea (Hampson, 1901)
- P. theresia (Kiriakoff, 1963)
- P. tinaeella (Kiriakoff, 1958)
- P. unicolor (Kiriakoff, 1954)
- P. verulama (Strand, 1912)